# Casa de Westarp
La Casa de Westarp es una rama menor y morganática de la 
Casa de Ascania.
Fue creada por el emperador Francisco II del Sacro Imperio el 6 de julio de 1798 al conceder el título de condesa a Johanna Amalia Karoline Westarp (Brieg, 24 de agosto de 1773 - Brieg, 28 de julio de 1818), hija de Franz Friedrich Westarp (1734-1797) y Johanna Juliane Meyer (1750-1837), esposa del príncipe Federico Francisco Cristóbal de Anhalt-Bernburg-Schaumburg-Hoym (1769-1807), hijo del príncipe Francisco Adolfo de Anhalt-Bernburg-Schaumburg-Hoym y de la condesa María Josefa de Hasslingen.

## Antecedentes
Federico y Karolina se casaron el 22 de junio de 1790 en Lauban, pero dado los orígenes de Karolina fue declarado un matrimonio morganático y por lo tanto ni Karolina, ni los descendientes del matrimonio podían tener el apellido y títulos del príncipe Federico.
El 6 de julio de 1798 el emperador Francisco II del Sacro Imperio le concedió a Karolina y a sus descendientes el título de Condes de Westarp, la nomenclatura del título es en referencia a la familia de Karolina. Los condes de Westarp es la única línea alterna y morganática que existe en la actualidad en la Casa de Ascania, y a la muerte del príncipe Eduardo de Anhalt, actual Duque de Anhalt, los condes de Westarp serían los únicos miembros de la Casa de Ascania y el Ducado de Anhalt.

## Sucesión
El último duque reinante de Anhalt, Joaquín Ernesto se casó en 1927 con Editha Marwitz, a pesar del rango desigual por no pertenecer a alguna casa real el matrimonio fue considerado dinástico por él mismo, a su muerte su hijo el príncipe Eduardo de Anhalt, heredó el ducado y también se casó en las mismas circunstancias con Corinne Krönlein con quien tuvo tres hijas, aunque los condes de Westarp son una línea morganática es la única línea agnada, es decir de descendientes directos de varón a varón de la Casa de Ascania que existe, ya que a la muerte del actual duque la línea principal quedaría formalmente extinta y los únicos herederos de la Casa de Ascania serían los condes de Westarp.

## Miembros conocidos
- Conde Kuno von Westarp (12 de agosto de 1864 - 30 de julio de 1945), político alemán, líder del Partido Nacional del Pueblo Alemán.
- General conde Adolf von Westarp, militar alemán.
- Conde Otón de Westarp, abogado administrativo alemán en el Reino de Prusia.
- Conde Wolf von Westarp, político miembro del parlamento estatal de Baja Sajonia.
- Conde Gustav von Westarp, (N. Hannover 11 de abril de 1948), presidente de la Asociación Estatal de Votantes Libres de Mecklemburgo-Pomerania Occidental (en alemán: Freie Wähler Mecklenburg-Vorpommern).

## Imágenes
|  |  |  |